# Luísa de Saxe-Gota-Altemburgo (1756–1808)
Luísa de Saxe-Gota-Altemburgo (Stadtroda, 9 de março de 1756 — Palácio de Ludwigslust, 1 de janeiro de 1808) foi um membro da Casa de Saxe-Gota-Altemburgo e duquesa na Saxónia por nascimento. Através do seu casamento com o duque Frederico Francisco I, Duque de Meclemburgo-Schwerin, tornou-se duquesa consorte desse ducado.

## Família
Luísa era a filha mais nova do príncipe João Augusto de Saxe-Gota-Altemburgo e da sua esposa, a condessa Luísa Reuss de Schleiz. Os seus avós paternos eram o duque Frederico II de Saxe-Gota-Altemburgo e a princesa Madalena Augusta de Anhalt-Zerbst.

## Casamento e descendência
Luísa casou-se com o duque hereditário Frederico Francisco I de Meclemburgo-Schwerin, filho mais velho e único herdeiro do duque Luís de Meclemburgo-Schwerin e da sua esposa, a princesa Carlota Sofia de Saxe-Coburgo-Saalfeld, no dia 1 de Junho de 1775 em Gota. Tiveram seis filhos:
- Frederico Luís, Grão-Duque Hereditário de Meclemburgo-Schwerin (13 de junho de 1778 - 29 de novembro de 1819), casado primeiro com a grã-duquesa Helena Pavlovna da Rússia, uma filha do czar Paulo I da Rússia; desta linha descende a família real holandesa, pois o bisneto de Frederico, Henrique de Meclemburgo-Schwerin, se casou com a rainha Guilhermina dos Países Baixos e foi pai da rainha Juliana. Através do segundo casamento com a princesa Carolina Luísa de Saxe-Weimar-Eisenach, descendem os Orleães através do casamento da sua filha Helena de Meclemburgo-Schwerin com o príncipe Fernando Filipe de Orleães.
- Luísa Carlota de Meclemburgo-Schwerin (19 de novembro de 1779 - 4 de janeiro de 1801), casada com o duque Augusto de Saxe-Gota-Altemburgo, foram pais da duquesa Luísa de Saxe-Gota-Altemburgo, mãe de Alberto, príncipe-consorte do Reino Unido e, assim, antepassados da família real britânica.
- Gustavo Guilherme de Meclemburgo-Schwerin (31 de janeiro de 1781 - 10 de janeiro de 1851)
- Carlos de Meclemburgo-Schwerin (2 de Julho de 1782 - 22 de maio de 1833)
- Carlota Frederica de Meclemburgo-Schwerin (4 de dezembro de 1784 - 13 de julho de 1840), casada com o rei Cristiano VIII da Dinamarca, mãe do rei Frederico VII da Dinamarca.
- Adolfo de Meclemburgo-Schwerin (18 de dezembro de 1785 - 8 de maio de 1821)

## Títulos e estilos
- 9 de março de 1756 – 1 de junho de 1775: Sua Alteza Princesa Luísa de Saxe-Altemburgo

- 1 de junho de 1775 – 24 de abril de 1785: Sua Alteza Grão-ducal A Duquesa Hereditária de Meclemburgo-Schwerin
- 24 de abril de 1785 – 1 de janeiro de 1808: Sua Alteza Grão-ducal A Duquesa de Meclemburgo-Schwerin